# Megadiestramima orlovi
Megadiestramima orlovi is een rechtvleugelig insect uit de familie grottensprinkhanen (Rhaphidophoridae). De wetenschappelijke naam van deze soort is voor het eerst geldig gepubliceerd in 1994 door Gorochov.